# Arrondissement Brussel-Randgemeenten
Het arrondissement Brussel-Randgemeenten (of arrondissement Brussel-Rand) is een voormalig arrondissement in België. Het arrondissement is opgegaan in het arrondissement Halle-Vilvoorde en omvatte de 6 randgemeenten met taalfaciliteiten:
- Drogenbos
- Kraainem
- Linkebeek
- Sint-Genesius-Rode
- Wemmel
- Wezembeek-Oppem

Het arrondissement had een oppervlakte van 50,78 km².
Het arrondissement werd opgericht naar aanleiding van de Tweede Taalwet van 2 augustus 1963. Het toenmalige tweetalige administratieve arrondissement Brussel werd gesplitst in een eveneens tweetalig arrondissement Brussel-Hoofdstad, een eentalig arrondissement Halle-Vilvoorde en een bijzonder arrondissement zonder zetel dat officieel geen naam had maar meestal werd aangeduid met Brussel-Randgemeenten of Brussel-Rand dat de 6 randgemeenten met taalfaciliteiten omvatte.
Op 1 januari 1971 werd het arrondissement reeds opgeheven.